# هنریک گابریل پورتان
هنریک گابریل پورتان (انگلیسی: Henrik Gabriel Porthan; ۸ نوامبر ۱۷۳۹ – ۱۶ مارس ۱۸۰۴) مورخ، آموزشگر، نویسنده، و استاد دانشگاه اهل سوئد بود.